# Джохор-Мару
Джохор-Мару — транспортне судно, яке під час Другої світової війни брало участь у операціях японських збройних сил у Сіамі, Індонезії та на Соломонових островах.

## Передвоєнна служба
Джохор-Мару спорудили в 1932 році на верфі компанії Harima Shipyard у Айой на замовлення компанії Ishihara Sangyo Kaisha. Остання використовувала це вантажо-пасажирське судно на рейсах між портами Яви (Батавією, Сурабаєю, Семарангом, Чиребоном), Макассаром, Сінгапуром, Бату-Пахатом та Японією (Вакамацу, Моджі, Кобе, Осака, Нагоя, Йокогама).
У 1935-му новим власником Джохор-Мару стала Nanyo Kaiun, котру утворили шляхом злиття чотирьох інших компаній. Її судна так само ходили між Японією та британською Малаєю і Індонезією.
У листопаді 1941-го судно реквізували для потреб Імперської армії Японії та призначили для транспортування військ.

## Операція в Сіамі
8 грудня 1941-го Джохор-Мару доправило близько 2700 осіб (серед них 1090 вояків одного з батальйонів 143-го піхотного полку 55-ї піхотної дивізії), 50 автомобілів та 100 коней до сіамської затоки Ао-Манао. Тут вони взяли участь у боях за Рачуап-Кірі-Хан — одному з найбільших бойових зіткнень під час вторгнення японців до Сіаму.

## Операція в Індонезії
19 лютого 1942-го Джохор-Мару разом зі ще 38 транспортами вийшло з якірної стоянки острова Голо на одному з островів Сулу (по дорозі чисельність угруповання збільшилась до 43 одиниць). Цей загін перевозив 48-му піхотну дивізію, котра мала вторгнутись на схід острова Ява.
О 1:20 1 березня 1942-го 25 літаків зі складу австралійських на новозеландських ВПС атакували транспорти, котрі готувались висаджувати війська біля Крангану (140 кілометрів на північний захід від Сурабаї). Під час цього нальоту на Джохор-Мару було багато вбитих та поранених (ще один транспорт викинувся на берег, а третій отримав незначні пошкодження). Втім, авіаудар не зміг зірвати висадку на Яві.
У квітні — травні 1942-го Джохор-Мару проходило ремонт, після чого в травні — вересні 1942-го судно виконувало транспортні перевезення, під час яких відвідало порти Кантон (Гуанчжоу), Муцуре (Шимоносекі), Мако (важлива японська військово-морська база на Пескадорських островах у південній частині Тайванської протоки), Сінгапур.

## Конвої до Рабаулу
26 вересня 1942-го Джохор-Мару вийшов із Гонконгу у складі конвою «Шитай № 1». Він мав доправити один з батальйонів 10-го окремого полку гірської артилерії до району боїв на Соломонових островах, де після висадки 7 серпня десанту союзників почались багатомісячна битва за Гуадалканал. 28 вересня через тайфун у проході Біші (північна частина Лусонської протоки) конвой укрився у Такао (Гаосюн) та рушив далі через дві доби, при цьому кінцевий пункт призначення змінили на Рабаул (головна японська база в архіпелазі Бісмарка, з якої провадились операції на Соломонових островах та сході Нової Гвінеї). 15 жовтня «Шитай № 1» прибув до Рабаулу.
У жовтні 1942-го в Сайгоні (південна частина В'єтнаму) сформували конвой «Y», котрий мав доправити чергові підкріплення до Рабаулу. Джохор-Мару приєдналось до нього 12 листопада на Палау (важливий транспортний хаб японців у західній частині Каролінських островів). Вранці 16 листопада конвой вийшов з Палау та попрямував у південно східному напрямку, досягнувши місця призначення 22 листопада.

## Завдання на Новій Ірландії
11 грудня 1942-го Джохор-Мару транспортувало предмети постачання з Рабаулу до Нової Ірландії (ще один острів у архіпелазу Бісмарку). За два десятки кілометрів на південний захід від мису Святого Георгія (найпівденніша точка Нової Ірландії) судно було торпедоване підводним човном Seadragon. Останній випустив дві торпеди та досяг одного попадання в центр корпусу, внаслідок чого утворилась велика пробоїна, було суттєво пошкоджене ходове відділення, вийшов з ладу генератор. Втім, судно утрималось на плаву і ескорт, який відігнав субмарину глибинними бомбами, відбуксирував Джохор-Мару до Рабаулу, де його посадили на ґрунт.
З січня по квітень 1943-го судно провело в очікуванні ремонту, а потім ще кілька місяців ремонтувалось. У серпні вдалось ввести в дію судовий двигун. Нарешті, 20 жовтня Джохор-Мару вийшло з Рабаулу у складі конвою O-006, маючи на меті добратись до Палау, а звідти прямувати до порту Моджі (острів Кюсю).
Незадовго до завершення 23 жовтня 1943-го в районі за 1100 км на північний захід від Рабаулу та за 1250 км на південний схід від Палау конвой атакував підводний човен Silversides. На торпедованому Джохор-Мару знову вийшов з ладу судовий двигун, і в цих умовах мисливець за підводними човнами CH-24 невдало спробував добити судно. У підсумку Джохор-Мару розстріляв артилерійським вогнем Silversides. Під час останнього походу на судні загинуло 79 пасажирів та 5 членів екіпажу.